# Lithophaga
Genre
Lithophaga est un genre de mollusques de la famille des Mytilidae parfois nommés dattes de mer.
Les coquilles des espèces de ce genre sont longues et étroites, avec des côtés parallèles. Les animaux creusent un  trou dans la pierre ou la roche corallienne à l'aide des sécrétions des glandes palliales, d'où le nom systématique de Lithophaga, qui signifie « mangeur de pierre ». Leurs forages en forme de gourdin ont reçu le nom fossile de Gastrochaenolites.

## Liste d'espèces
Selon World Register of Marine Species (25 mars 2015) :

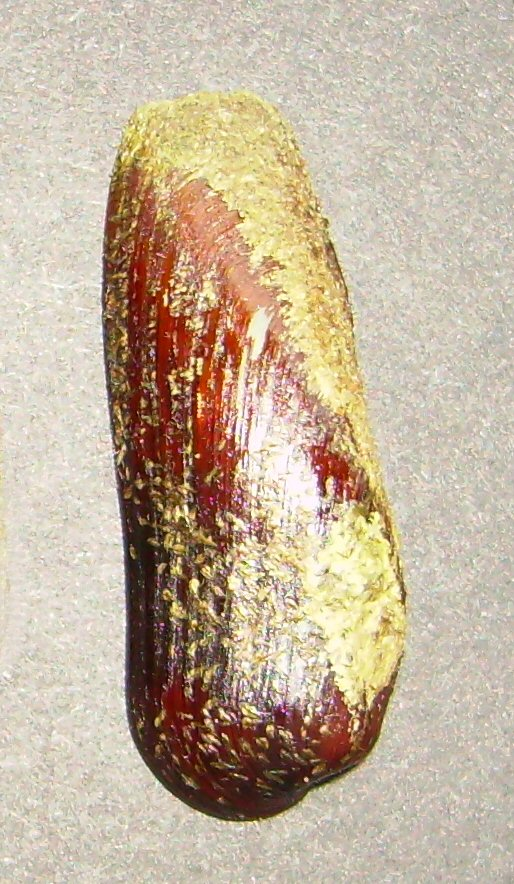
Lithophaga truncata

- Lithophaga aristata (Dillwyn, 1817)
- Lithophaga attenuata (Deshayes, 1836)
- Lithophaga calyculata Carpenter, 1857
- Lithophaga canalifera (Hanley, 1843)
- Lithophaga corrugata (Philippi, 1846)
- Lithophaga cylindrica (Krauss, 1848)
- Lithophaga dahabensis Kleemann, 2008
- Lithophaga divaricalx Iredale, 1939
- Lithophaga hanleyana (Reeve, 1857)
- Lithophaga hastasia Olsson, 1961
- Lithophaga laevigata (Quoy & Gaimard, 1835)
- Lithophaga lepteces Wang, 1997
- Lithophaga lessepsiana (Vaillant, 1865)
- Lithophaga lithophaga (Linnaeus, 1758)
- Lithophaga lithura Pilsbry, 1905
- Lithophaga malaccana (Reeve, 1857)
- Lithophaga mucronata (Philippi, 1846)
- Lithophaga nasuta (Philippi, 1846)
- Lithophaga nelsoniana Suter, 1917 †
- Lithophaga obesa (Philippi, 1847)
- Lithophaga paraplumula Kleemann & Maestrati, 2012
- Lithophaga parapurpurea Kleemann, 2008
- Lithophaga peruviana (d'Orbigny, 1846)
- Lithophaga plumula (Hanley, 1843)
- Lithophaga pulchra Jousseaume, 1919
- Lithophaga punctata Kleemann & Hoeksema, 2002
- Lithophaga purpurea Kleemann, 1980
- Lithophaga robusta Jousseaume in Lamy, 1919
- Lithophaga simplex Iredale, 1939
- Lithophaga straminea (Reeve, 1857)
- Lithophaga subattenuata Kleemann & Maestrati, 2012
- Lithophaga teres (Philippi, 1846)